# 利普斯科姆 (阿拉巴马州)
利普斯科姆（英語：Lipscomb）是美国阿拉巴马州下属的一座城市。面积约为1.17平方英里（约合3.04平方公里）。根据2010年美国人口普查，该市有人口2,210人，人口密度为1,882.45/平方英里（约合726.97/平方公里）。